# Baghdati (distrikt)
Baghdati (georgiska: ბაღდათის მუნიციპალიტეტი Baghdatis munitsipaliteti) är ett distrikt i Georgien. Det ligger i regionen Imeretien, i den centrala delen av landet, 160 km väster om huvudstaden Tbilisi. Antalet invånareår 2014 var 21 582. Arean är 815 kvadratkilometer.